# Expédition Pike

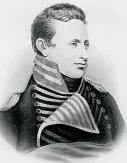
Zebulon Pike

L’expédition Pike est une expédition menée du 15 juillet 1806 au 1er juillet 1807 par le lieutenant de l'US Army Zebulon Pike afin d'explorer le sud et l'ouest des nouveaux territoires achetés à la France lors de la vente de la Louisiane. À peu près contemporaine de l'expédition Lewis et Clark, l'excursion de Pike fut le premier effort des États-Unis pour explorer l'ouest des Grandes Plaines et les montagnes Rocheuses du Colorado, elle marque également la découverte du pic Pikes qui culmine à 4 302 m.

## Objectifs
Sur ordre du gouverneur du territoire de Louisiane nouvellement créé, James Wilkinson, l'expédition Pike avait plusieurs buts évidents et au moins un but secret. Le plus prosaïque d'entre eux était de ramener sur leur terre natale 50 membres de la Nation Osage qui avaient été faits prisonniers et gardés en otage par une tribu rivale, les Potawatomis et libérés par l'US Army. Plus ambitieux et plus vagues étaient les ordres de négocier un établissement pacifique du Kansas sur les terres des Pawnees et d'établir des relations avec les Comanches. Enfin, l'expédition devait explorer les sources de l'Arkansas de la Red River et d'explorer le cours de la Red jusqu'à son embouchure dans le Mississippi.
L'objectif secret de la mission était de déterminer les forces et positions des espagnols dans ce qui est aujourd'hui le Colorado, Kansas, Nouveau-Mexique et le nord du Texas. La vente de la Louisiane venait juste d'être conclue et de larges portions de territoires du sud-ouest étaient disputées par les États-Unis et l'Espagne. Pike et son équipage devaient déterminer le potentiel des espagnols à défendre leurs intérêts en cas de conflit.
Wilkinson n'avait pas l'aval de ses supérieurs à Washington, D.C. pour la plupart des points les plus importants de cette mission. Certains objectifs comme le rapatriement des prisonniers faisaient partie des compétences d'un gouverneur territorial, mais les plus importants comme l'exploration et les buts militaires passaient outre son autorité. Après le départ de l'expédition, Wilkinson présenta l'expédition au ministère de la Guerre comme un fait accompli et reçut alors l'approbation officielle.

## Exploration

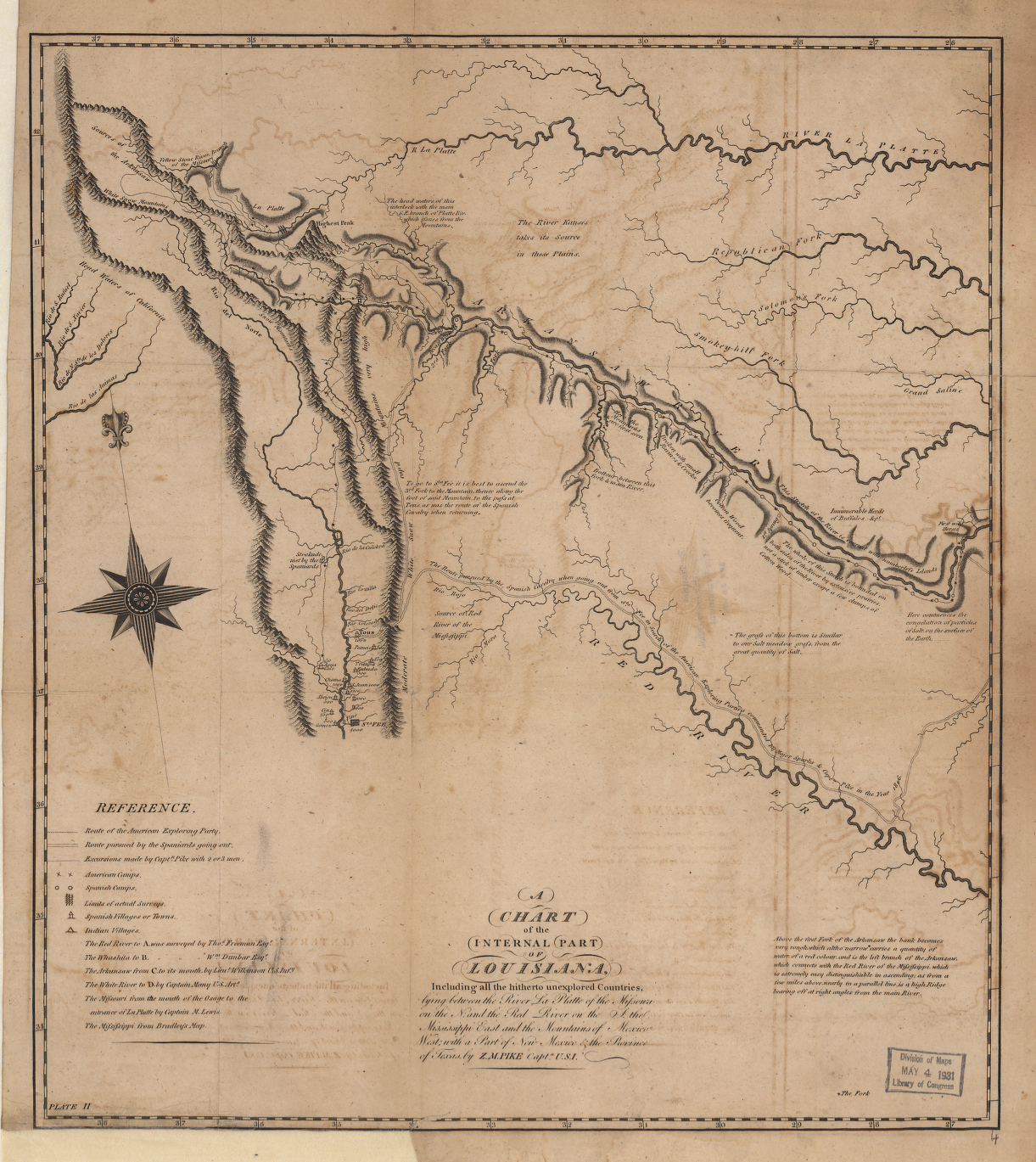
Carte dessinée, en 1810, d'après les travaux de Pike

Pike quitte Fort Belle Fontaine situé près de Saint-Louis dans le Missouri le 15 juillet 1806 avec un détachement de 20 hommes et les 50 prisonniers amérindiens libérés. Ils suivent la Missouri puis l'Osage jusqu'au village de la Nation Osage qui se situait alors sur la frontière des actuels États du Kansas et du Missouri. Ils remettent les otages aux indigènes puis palabrent avec eux avant de repartir vers le nord-ouest pour le territoire des Pawnees le long de la Republican River dans le sud de ce qui est aujourd'hui le Nebraska. Au village Pawnee, le 29 septembre, Pike rencontre le Conseil Pawnee et leur annonce le nouveau protectorat du gouvernement des États-Unis sur le territoire et leur demande de bien vouloir remplacer le drapeau espagnol par la bannière étoilée.
L'expédition prend ensuite au sud et atteint les prairies de la rivière Arkansas. Ils rencontrent la rivière elle-même le 14 octobre et se divisent en deux groupes. L'un d'eux emmené par le lieutenant James Biddle Wilkinson, suit l'Arkansas vers l'aval jusqu'à son embouchure sur le Mississippi puis retourne à Saint-Louis. Pike, lui, remonte le courant vers l'ouest en direction des sources.
Déçu par la monotonie du paysage, Pike dans ses mémoires, baptisa la prairie qu'ils traversèrent The Great American Desert (Le Grans Désert Américain) – un terme qui en découragea le peuplement pendant des décennies.
Le 15 novembre, Pike voit pour la première fois se profiler une montagne au loin qu'il nommera le "Grand Peak" (Grand Pic), qui fut ensuite baptisé Pikes Peak. Pike fait une tentative pour gravir le pic mais il ne possède pas l'équipement nécessaire pour grimper sur un sommet de plus de 4 000 m. Malgré l'hiver qui approche, Pike continue son chemin le long de l'Arkansas, et le 7 décembre atteint la Royal Gorge, un canyon spectaculaire de cette rivière au pied des montagnes Rocheuses.
Le but suivant du groupe est d'atteindre les sources de la Red River puis de redescendre son cours jusqu'au Mississippi où ils trouveront une relative sécurité. Cependant malgré leurs efforts, ils ne parviennent pas à trouver la rivière, qui plus est, ils n'étaient pas équipés pour l'escalade et ne le sont pas plus pour affronter l'hiver. Se dirigeant vers le nord, il découvre la fourche sud de la Platte, et remontant son courant, ils pensent avoir découvert les sources de la Red. Faisant demi-tour pour suivre le courant, ils se retrouvent au point où ils avaient quitté l'Arkansas. En fait ils ont fait une large boucle qui leur a pris des semaines.
Affamés et frigorifiés, le groupe se dirige vers le sud à travers les montagnes. Plusieurs hommes tombant d'épuisement s'arrêtent en chemin mais Pike continue le sien et le 30 janvier ils atteignent le Río Grande près d'Alamosa (Colorado). Pike prend alors le Río Grande pour la Red qu'il cherchait. C'est là qu'il construit un fort et tente de rallier ses hommes dispersés dans les montagnes derrière lui.

## Capture
Le 26 février, dans son fort, Pike et ses hommes sont capturés par des soldats espagnols venant de Santa Fe. Les arrêtant comme espions — ce qu'ils étaient en fait — les Espagnols récupèrent les hommes qui n'avaient pas été jusqu'alors secourus et les emmènent tous vers le sud. Les prisonniers traversent Santa Fe, Albuquerque, et El Paso jusqu'à Chihuahua, la capitale de l'État. En chemin, Pike et son groupe sont traités avec respect et bien accueillis par les Mexicains, Pike prit prudemment des notes concernant les forces militaires et la population.
Salcedo, le gouverneur de Chihuahua ne pouvait garder prisonnier bien longtemps un officier d'un pays voisin avec lequel son pays était en paix. Il ordonna que Pike soit rapatrié, garda quand même quelques-uns des membres de l'expédition en prison pendant plusieurs années.
Pike et certains de ses hommes furent escortés vers le nord jusqu'à la frontière de la Louisiane à Natchitoches le 1er juillet 1807. Les Espagnols se plaignirent officiellement auprès du ministère des affaires étrangères des États-Unis, mais le gouvernement soutint qu'il ne s'agissait que d'une mission d'exploration. Ironiquement, la capture de Pike par les Espagnols et les voyages subséquents qu'il fit à travers le Nouveau-Mexique, le nord du Mexique et le Texas lui permirent d'en apprendre bien plus concernant le pouvoir espagnol que son exploration n'aurait pu le faire.

## Source
- (en) Cet article est partiellement ou en totalité issu de l’article de Wikipédia en anglais intitulé « Pike expedition » (voir la liste des auteurs).